# Montes de Vaucluse
Os 'Monte de Vaucluse  (em francês:   Monts de Vaucluse) são na  realidade um  maciço que faz parte dos Alpes Ocidentais na sua secção dos Pré-Alpes da Provença e está situado no departamento francês de Vaucluse e nos Alpes da Alta Provença na região da Provença. O cume deste maciço é o Monte Ventoux que culmina a 1.912 m.

## SOIUSA
A Subdivisão Orográfica Internacional Unificada do Sistema Alpino (SOIUSA) criada em 2005, dividiu os Alpes em duas grandes partes:Alpes Ocidentais e Alpes Orientais, separados pela linha formada pelo  Rio Reno - Passo de Spluga - Lago de Como - Lago de Lecco.
Os Alpes de Provença, Pré-Alpes de Digne, Pré-Alpes de Grasse, e os Pré-Alpes de Vaucluse formam os Alpes e Pré-Alpes da Provença.

### Classificação  SOIUSA
Segundo a SOIUSA este acidente orográfico chama-se  Pré-Alpes  de Vaucluse e é uma Sub-secção alpina  com a seguinte classificação:
- Parte = Alpes Ocidentais
- Grande sector alpino = Alpes Ocidentais-Sul
- Secção alpina = Alpes e Pré-Alpes da Provença
- Sub-secção alpina = Pré-Alpes  de Vaucluse
- Código = I/A-3.IV

## Imagem

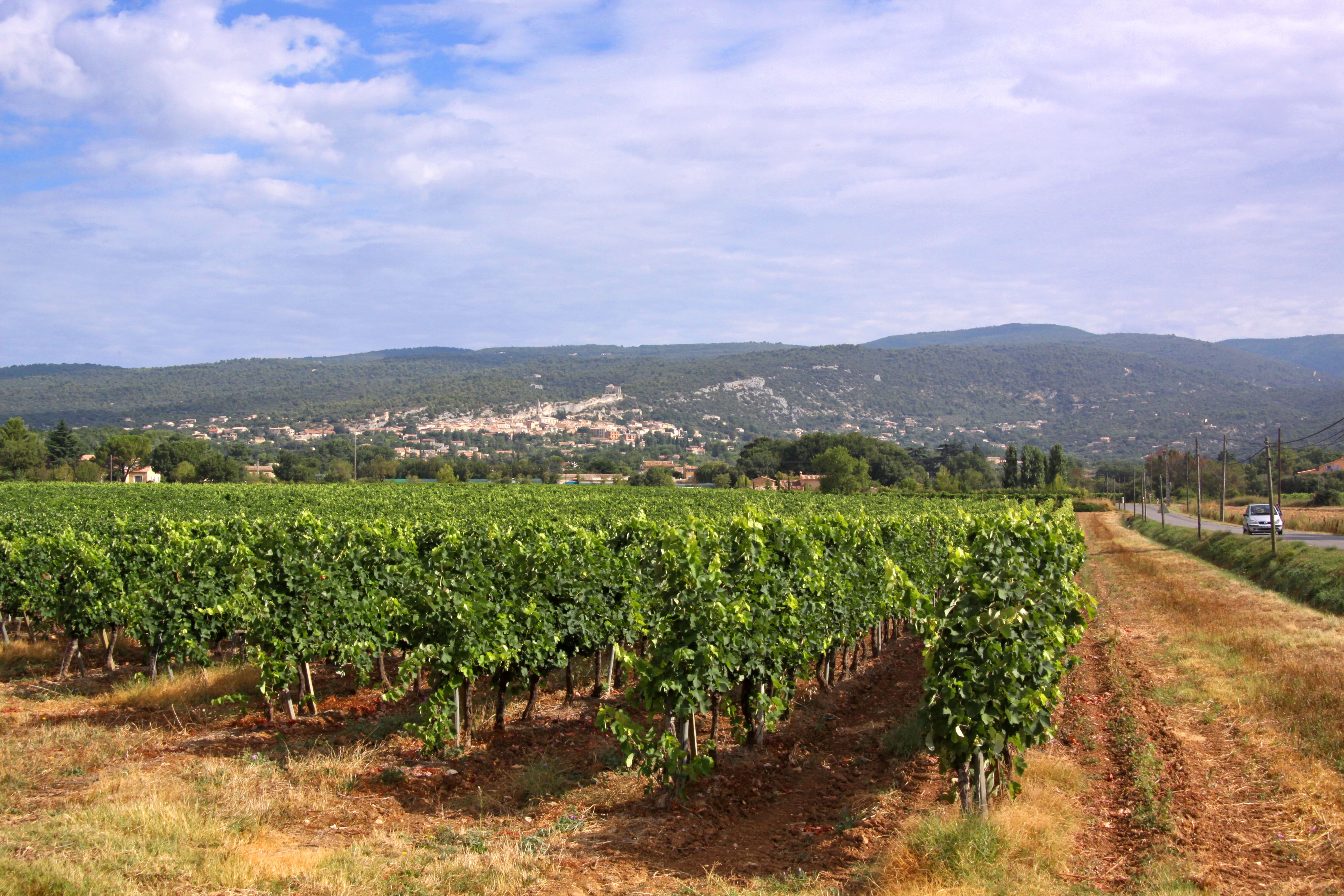
Vinhas aos pés do Montes de Vaucluse